# Senna cernua
Senna cernua är en ärtväxtart som först beskrevs av Giovanni Battista Balbis, och fick sitt nu gällande namn av Howard Samuel Irwin och Rupert Charles Barneby. Senna cernua ingår i släktet sennor, och familjen ärtväxter. Inga underarter finns listade i Catalogue of Life.